# Łukasz Maciec
Łukasz Maciec (ur. 3 maja 1989) – polski bokser wagi półśredniej.
Pochodzi i trenuje w Lublinie, zawodnik tamtejszego klubu Paco Team Lublin.

## Kariera zawodowa
3 października 2008 roku Łukasz Maciec stoczył pierwszy zawodowy pojedynek. Po czterorundowym pojedynku, pokonał jednogłośnie na punkty Tibora Rafaela, stosunkiem 40:35.
18 kwietnia 2009 Maciec w swojej szóstej zawodowej walce pokonał po sześciu rundach, na punkty, Konstantinsa Sakarę, zdobywając swój pierwszy pas Baltic Boxing Union International, w kategorii junior półśredniej.
24 października 2009 Łukasz Maciec stoczył pojedynek na gali Polsat Boxing Night, na której w walce wieczoru spotkali się Andrzej Gołota i Tomasz Adamek. Maciec po sześciorundowym starciu, uległ Krzysztofowi Szotowi, jednogłośnie na punkty, doznając pierwszej porażki w zawodowej karierze.
22 lutego 2013 Maciec przegrał jednogłośnie na punkty, po dwunastu rundach z Gianluco Branco. Stawką pojedynku był pas Mistrza Unii Europejskie federacji EBU, w kategorii półśredniej.